# Giovanni D'Anzi
Giovanni D'Anzi (1 de enero de 1906–15 de abril de 1974) fue un músico y compositor de canciones y bandas sonoras cinematográficas de nacionalidad italiana.

## Biografía
Nacido en Milán, Italia, desde una edad temprana mostró talento para tocar el piano. En 1935 escribió la música y los textos de la famosa canción O mia bela Madunina, dedicada a Milán, su ciudad natal. La Madonnina de la canción es la estatua dorada de la Virgen María colocada en lo alto de la Catedral de Milán. También escribió Viale d'autunno, interpretada por Carla Boni y Flo Sandon's, y que obtuvo el primer puesto del Festival de la Canción de San Remo 1953.
Junto a Alfredo Bracchi formó una prolífica pareja de autores musicales, activos entre los años 1930 y 1950. Escribió para la radio, la revista y el cine, y muchas de sus canciones obtuvieron un enorme éxito. Algunos de sus títulos de mayor fama fueron Ma le gambe, Non dimenticar le mie parole, Bambina innamorata, Tu musica divina, Ma l'amore no/La porta chiusa y Ti dirò.
En los años 1950 continuó su actividad con otros letristas, entre ellos Dalmazio Masini, con el que compuso Uscita da un quadro di Modigliani para Johnny Baldini, y Marcello Marchesi, con el que escribió Bellezze in bicicletta, tema interpretado por la cantante Silvana Pampanini (una de las más célebres canciones de la época).
Giovanni D'Anzi se retiró de la actividad musical en la siguiente década, mudándose a Santa Margherita Ligure, donde se dedicó a la pintura. Su última aparición pública tuvo lugar el 5 de abril de 1974 en el programa "A tavola alle 7", presentado por Ave Ninchi. El músico falleció en esa localidad en el año 1974. Tras su muerte, el municipio de Milán lo incluyó entre los milaneses de mérito en el Cívico Mausoleo Palanti del Cementerio Monumental de Milán.
En su memoria, desde 1995 el Gruppo Editoriale Curci, con el patrocinio del municipio de Milán y la Associazione Amici della musica e dello spettacolo organiza anualmente el Premio Giovanni D'Anzi, evento musical en dialecto milanés.

## Bandas sonoras (selección)
- 1939 : Nonna Felicita, de Mario Mattoli
- 1942 : Stasera niente di nuovo, de Mario Mattoli
- 1943 : La vita è bella, de Carlo Ludovico Bragaglia
- 1943 : Ho tanta voglia di cantare, de Mario Mattoli
- 1943 : L'avventura di Annabella, de Leo Menardi
- 1945 : Tutta la città canta, de Riccardo Freda
- 1946 : Partenza ore 7, de Mario Mattoli
- 1952 : Era lei che lo voleva, de Marino Girolami y Giorgio Simonelli
- 1952 : Solo per te Lucia, de Franco Rossi
- 1954 : Assi alla ribalta, de Ferdinando Baldi y Giorgio Cristallini
- 1955 : L'ultimo amante, de Mario Mattoli

## Canciones escritas por Giovanni D'Anzi
La pareja D'Anzi-Bracchi escribió más de 200 canciones, muchas de ellas en dialecto milanés. Por lo general, las composiciones tenían como protagonistas a personajes del Milán de la época (como La Gagarella del Biffi Scala o El Tumiami de Luret).
- 1932 : Rumba paesana (texto de Alfredo Bracchi, en italiano)
- 1932 : Nustalgia de Milan (texto de Alfredo Bracchi, en milanés)
- 1934 : Cinemà, frenetica passion (texto de Alfredo Bracchi en italiano)
- 1935 : Oh mia bela Madunina (texto de Giovanni D'Anzi en milanés)
- 1937 : Bambina innamorata (texto de Alfredo Bracchi en italiano)
- 1939 : Lassa Pur Ch'el Mund El Disa (texto de Alfredo Bracchi, en milanés)
- 1939 : I Tusann de Milan (texto de Alfredo Bracchi, en milanés)
- 1939 : Quand Sona i Campann (texto de Alfredo Bracchi, en milanés)
- 1940 : Duard, fa no el baûscia (texto de Alfredo Bracchi, en milanés)
- 1941 : La Gagarella del Biffi Scala (texto de Alfredo Bracchi, en milanés)
- 1941 : El Tumiami de Luret (texto de Alfredo Bracchi, en milanés)
- 1941 : Mattinata fiorentina (texto de Michele Galdieri en italiano)
- 1941 : Tu non mi lascerai (texto de Michele Galdieri en italiano)
- 1941 : Voglio vivere così (texto de Tito Manlio en italiano)
- 1944 : Casetta mia (texto de Alfredo Bracchi en italiano)
- 1948 : Malinconia d'amore (texto de Giovanni D'Anzi en italiano)
- 1955 : Per Amôr del Ciel (texto de Alfredo Bracchi, en milanés)
- 1969 : Sentiss ciamà papà (texto de Alfredo Bracchi, en milanés)
- 1969 : El Biscella (texto de Alfredo Bracchi, en milanés)
- 1977 : Quater Pass in Galleria (texto de Alfredo Bracchi, en milanés)